# Sarcophaga shinonagai
Sarcophaga shinonagai är en tvåvingeart som först beskrevs av Tadao Kano och Sooksri 1977.  Sarcophaga shinonagai ingår i släktet Sarcophaga och familjen köttflugor.
Artens utbredningsområde är Thailand. Inga underarter finns listade i Catalogue of Life.